# Service Civil International
Service Civil International (SCI) ist eine internationale Nichtregierungsorganisation, die Friedensdienste auf freiwilliger Basis organisiert. Insbesondere bietet der SCI nationale und internationale Workcamps, längerfristige Freiwilligendienste und Bildungsveranstaltungen an. Sein Ziel ist es konkrete Friedensarbeit zu leisten, indem sich Menschen mit unterschiedlichen Hintergründen gemeinsam für eine Aufgabe einsetzen und sich dabei kennen und verstehen lernen.

## Struktur und Vernetzung

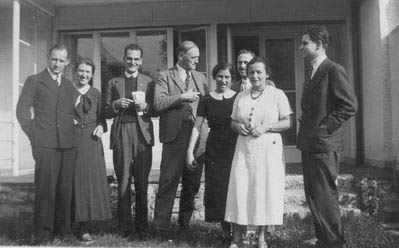
Komitee des Internationalen Zivildienstes 1936: Rodolfo Olgiati dritter von links, rechts neben ihm Pierre Ceresole

Basis der Organisation sind seit den Anfängen die Freiwilligen. Der SCI hat Zweige in über 40 Ländern, welche dezentral tätig sind und eine gemeinsame Datenbank zur Koordination der Workcamps führen. Weiter arbeitet der SCI mit rund 80 Partnerorganisationen zusammen. Der Dachverein mit Sitz in Antwerpen hat Beraterstatus beim Europarat und ist Mitglied bei den Dachorganisationen Coordinating Committee for International Voluntary Service (CCIVS), European Youth Forum (YFJ), Association of Voluntary Service Organisations (AVSO) und UNITED for Intercultural Action. 1987 wurde der Organisation durch die Vereinten Nationen die Auszeichnung Messenger of Peace verliehen.

## Geschichte

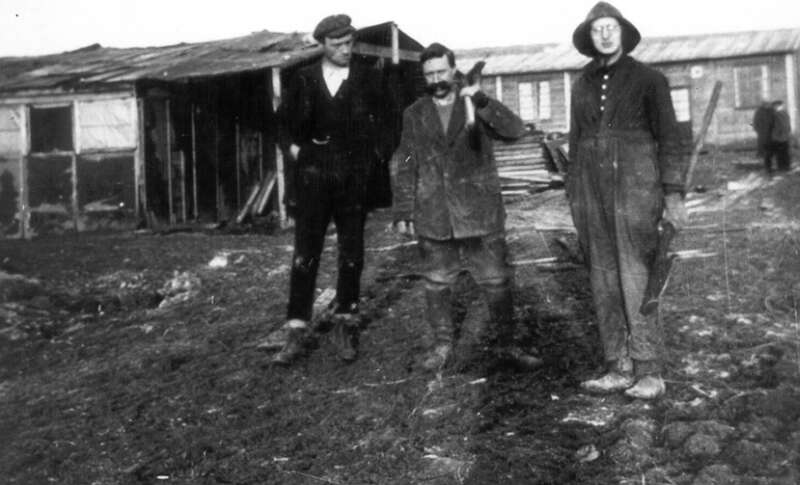
Erstes SCI-Workcamp bei Verdun (1920); links Pierre Ceresole

Gegründet wurde die Organisation 1920 vom Schweizer Ingenieur Pierre Cérésole, Rodolfo Olgiati amtierte ab 1935 als Sekretär. Der erste Freiwilligeneinsatz fand vom November 1920 bis April 1921 in Verdun, im kriegsversehrten Frankreich statt: Menschen aus den vormals kriegsführenden Ländern leisteten gemeinsam Wiederaufbauarbeit. Die Freiwilligen leisteten oft auch Aufräumarbeiten nach Naturkatastrophen wie Lawinenniedergängen oder Überschwemmungen.
1936 schlossen sich verschiedene Freiwilligengruppen zu nationalen Organisationen zusammen und koordinierten sich international unter dem Namen Service Civil International (SCI). 1940 war die Sektion Schweiz des Service Civil International Gründungsmitglied der Schweizerischen Arbeitsgemeinschaft für kriegsgeschädigte Kinder (SAK), aus dem 1942 die Kinderhilfe des Schweizerischen Roten Kreuzes wurde. Rodolfo Olgiati leitete dessen Zentralsekretariat in Bern bis 1943.
Nach dem Zweiten Weltkrieg wurden die Aktivitäten des SCI auf weitere Länder in Europa, Afrika, Asien und Nordamerika ausgedehnt. Während des Kalten Kriegs begann der Austausch von Freiwilligen zwischen West- und Osteuropa. Diese Arbeit wurde in den 1990er Jahren stark intensiviert.
Der deutsche Zweig mit Sitz in Bonn wurde nach dem Zweiten Weltkrieg als Internationaler Freiwilliger Dienst für den Frieden IFDF wiedergegründet. Die Anfänge reichen zurück bis zum Jahrhundertbeginn, auf deutscher Seite waren dabei Mitglieder der Jugendbewegung beteiligt, z. B. Erich Mohr, der sich schon früh (1924) für die Deutsch-französische Verständigung einsetzte.
In Österreich wurde der SCI im Jahr 1947 gegründet.
In Frankreich unterstützte der nationale Zweig während des Zweiten Weltkriegs die versteckte Unterbringung jüdischer Flüchtlinge, vor allem Kinder, in der Gegend um und in Le Chambon-sur-Lignon, zusammen mit vielen anderen Hilfsorganisationen. Dadurch konnten viele Menschen vor den Deutschen gerettet werden. Die SCI-Aktivistin Simone Chaumet rettete zusammen mit Jamy (Germaine) Bisserier fünf jüdische Kinder in Col du Fanget in den Französischen Alpen.
In Westafrika wurden Workcamps in Ghana und Togo ab den 1950er Jahren organisiert. Eine treibende Kraft war der Togolese Gerson Gu-Konu mit dem von ihm gegründeten Verein Les Volontaires au travail (LVT).
Im Lauf der Zeit wurden neue Themen in das Programm der Workcamps aufgenommen: Selbstverwaltung, Eigeninitiative, gemeinsame Verantwortung und die Gleichstellung der Geschlechter gewannen an Bedeutung.

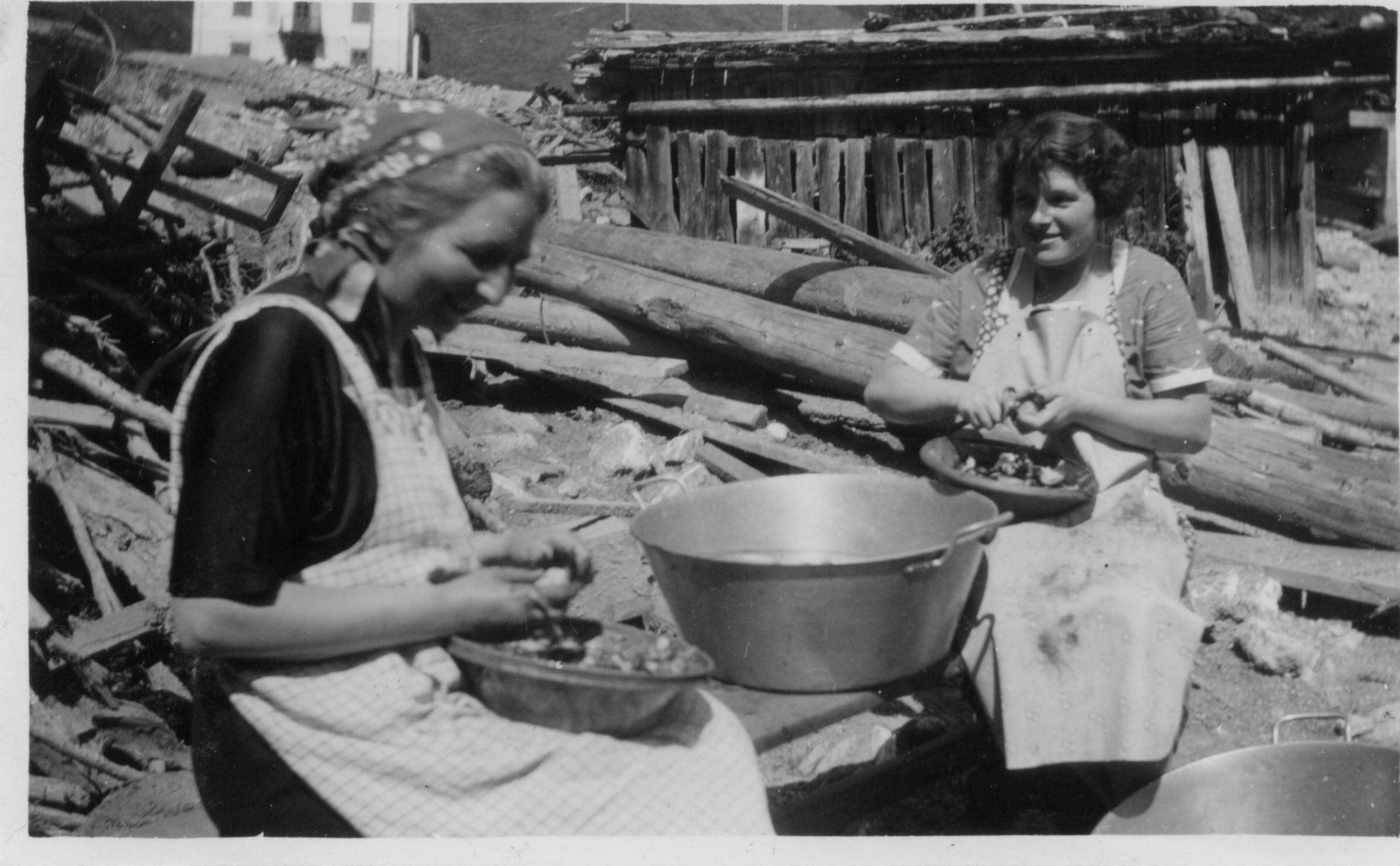
Hélène Monastier (links) 1932 in Safien
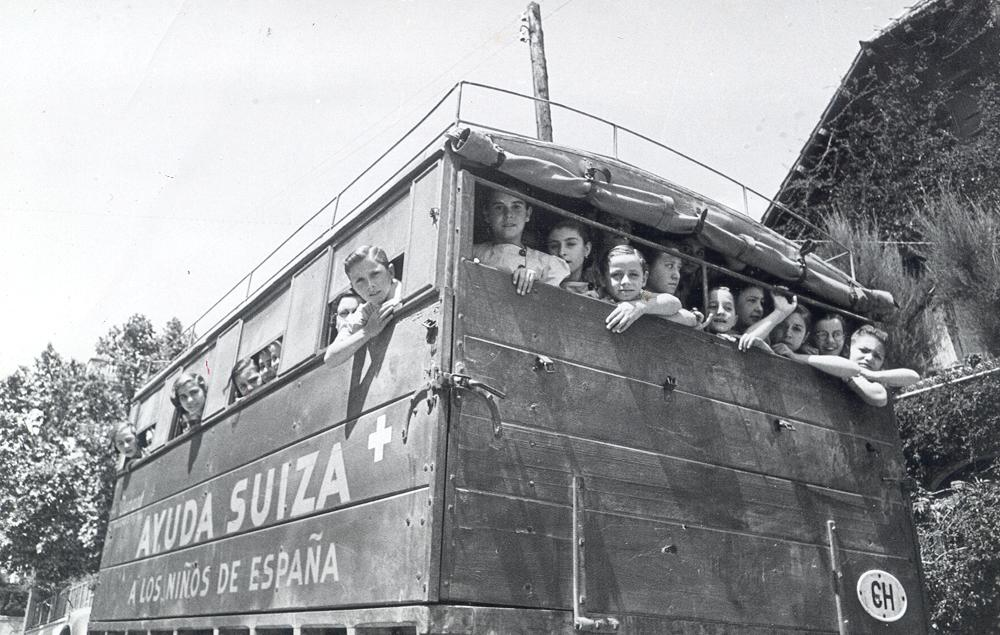
Evakuierung im Spanischen Bürgerkrieg (1937)
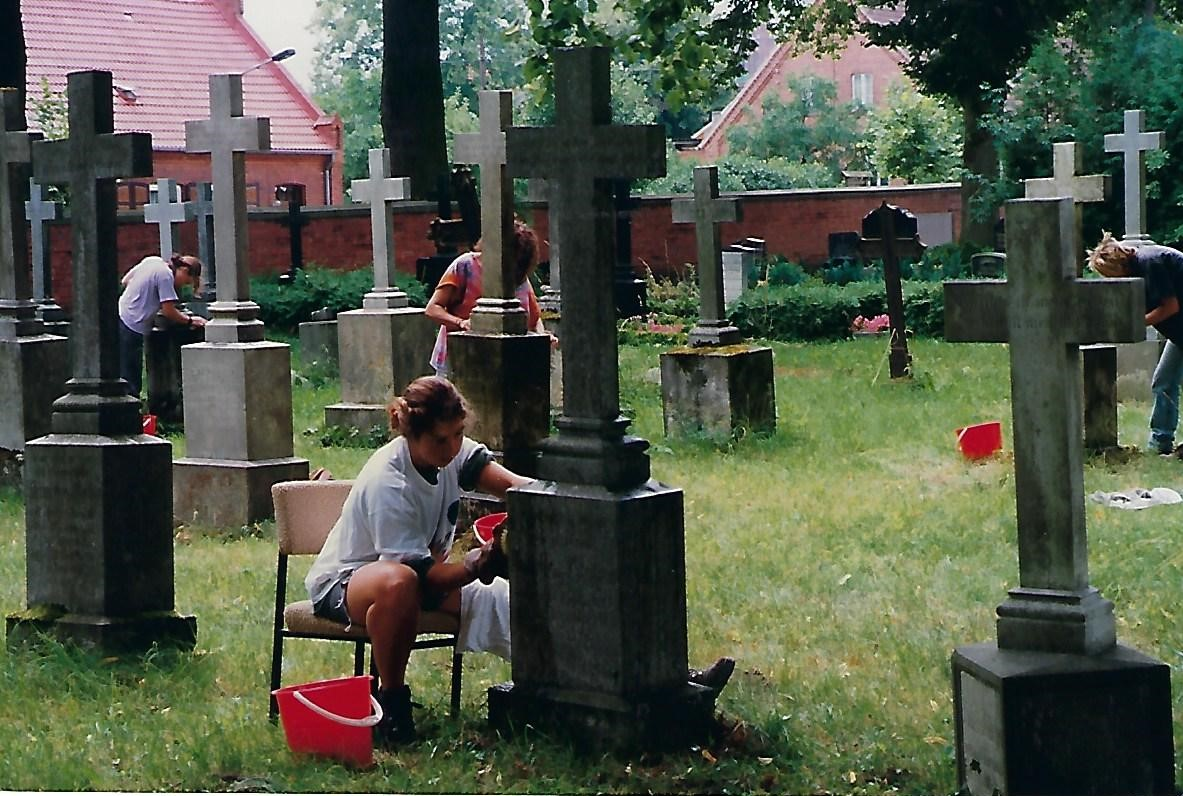
Kloster Dobbertin (1997)
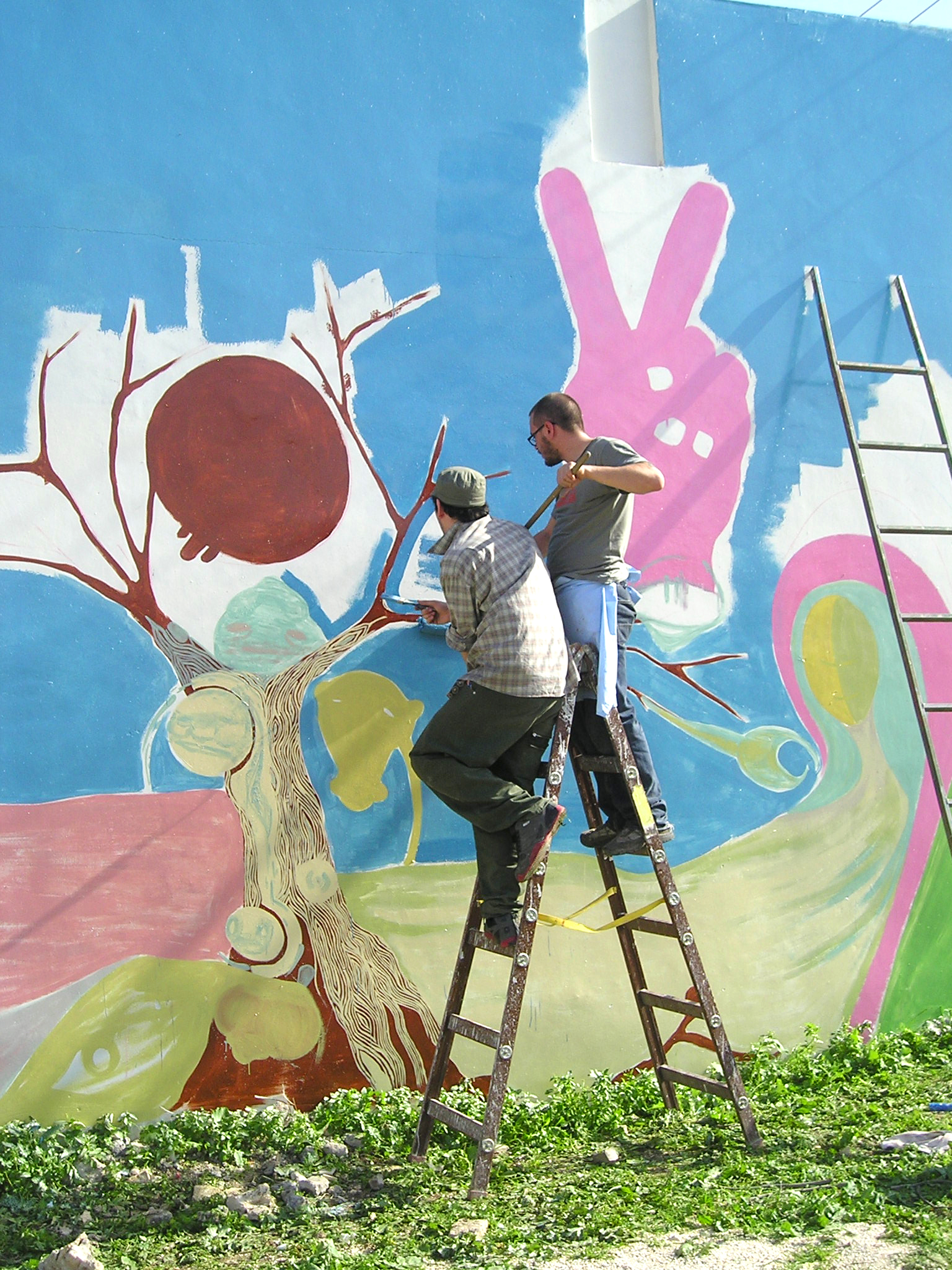
Workcamp in Dschenin (2005)

## Internationales Archiv des SCI

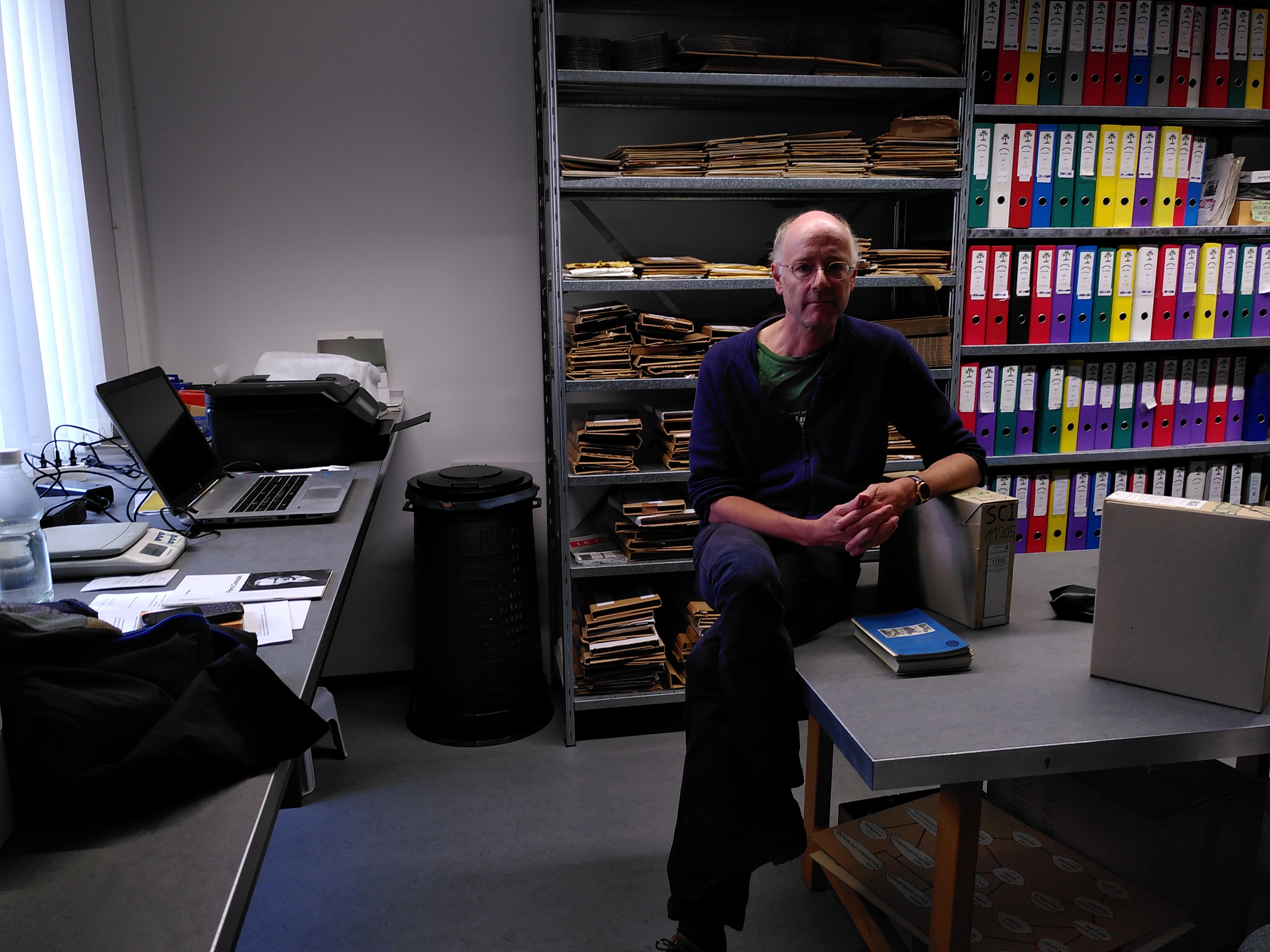
Der Koordinator des Internationalen SCI-Archivs, Heinz Gabathuler, an seinem Arbeitsplatz

Das internationale SCI-Archiv umfasst Dokumente über die Friedensbewegung seit 1920. Das Archiv befindet sich in der Bibliothek von La-Chaux-de-Fonds in der Schweiz und wurde von Ralph Hegnauer 1975 begründet. Die Texte, Fotos und anderen Unterlagen befinden sich in mehr als 700 Schachteln (Stand 2020). Zum Auffinden der Unterlagen stehen mehrere Inventare und Datenbanken zur Verfügung. Ein Teil der Unterlagen ist digitalisiert.